# Новоуйка
Новоу́йка — село в Седельниковском районе Омской области. Административный центр Новоуйского сельского поселения.

## История
Основано в 1860 году. В 1928 году село состояло из 30 хозяйств, основное население — русские. Центр Ново-Уйского сельсовета Седельниковского района Тарского округа Сибирского края.

## Население
| 1926 | 2010 |
| ---- | ---- |
| 160  | ↗210 |